# Englische Cricket-Nationalmannschaft in Pakistan in der Saison 1972/73
Die Tour der englischen Cricket-Nationalmannschaft nach Pakistan in der Saison 1972/73 fand vom 2. bis zum 29. März 1973 statt. Die internationale Cricket-Tour war Bestandteil der Internationalen Cricket-Saison 1972/73 und umfasste drei Tests. Die Serie endete 0–0 unentschieden.

## Vorgeschichte
Pakistan spielte zuvor eine Tour in Neuseeland, für England war es die erste Tour der Saison.
Das letzte Aufeinandertreffen der beiden Mannschaften bei einer Tour fand in der Saison 1971 in England statt.

## Stadien
Die folgenden Stadien wurden für die Tour als Austragungsort vorgesehen.
| Stadion          | Stadt     | Kapazität | Spiele  |
| ---------------- | --------- | --------- | ------- |
| Niaz Stadium     | Hyderabad | 15.000    | 2. Test |
| National Stadium | Karachi   | 34.228    | 3. Test |
| Lahore Stadium   | Lahore    | 60.000    | 1. Test |

## Kaderlisten
Die Teams benannten die folgenden Kader.
| Test | Test |
| Pakistan | England |
| --- | --- |
| - Majit Khan (K) - Asif Iqbal - Asif Masood - Intikhab Alam - Mohammad Nazir - Mushtaq Ahmed - Pervez Sajjad - Sadiq Mohammad - Saleem Altaf - Sarfraz Nawaz - Talat Ali - Wasim Bari (wk) - Wasim Raja - Zaheer Abbas | - Tony Lewis (K) - Dennis Amiss - Geoff Arnold - Jack Birkenshaw - Mike Denness - Keith Fletcher - Norman Gifford - Tony Greig - Alan Knott (wk) - Chris Old - Pat Pocock - Graham Roope - Derek Underwood - Barry Wood |

## Tests

### Erster Test in Lahore
| 2. – 7. März Scorecard | Lahore | England 355 (143.3) & 306-7d (199) | – | Pakistan 422 (158.2) & 124-3 (38) |
|                        |        | Remis                              |   |                                   |

England gewann den Münzwurf und entschied sich als Schlagmannschaft zu beginnen.

### Zweiter Test in Hyderabad
| 16. – 21. März Scorecard | Hyderabad (NS) | England 487 (200.2) & 218-6 (85) | – | Pakistan 569-9d (192) |
|                          |                | Remis                            |   |                       |

England gewann den Münzwurf und entschied sich als Schlagmannschaft zu beginnen.

### Dritter Test in Karachi
| 24. – 29. März Scorecard | Karachi | Pakistan 445-6d (154) & 199 (72.3) | – | England 386 (156.3) & 30-1 (10) |
|                          |         | Remis                              |   |                                 |

Pakistan gewann den Münzwurf und entschied sich als Schlagmannschaft zu beginnen.